# Ruder-Weltmeisterschaften 1974
Die Ruder-Weltmeisterschaften 1974 wurden vom 2. bis 9. September 1974 auf dem Rotsee in Luzern, Schweiz unter dem Regelwerk des Weltruderverbandes (FISA) ausgetragen. In 17 Bootsklassen wurden dabei Ruder-Weltmeister ermittelt. Erstmals wurden bei den vierten Ruder-Weltmeisterschaften nach 1962, 1966 und 1970 Titel in Bootsklassen für Frauen und für Leichtgewichts-Männer vergeben. Weiterhin finden seit 1974 die Ruder-Weltmeisterschaften jährlich statt.

## Ergebnisse
Hier sind die Medaillengewinner aus den A-Finals aufgelistet. Diese waren mit sechs Booten besetzt, die sich über Vor- und Hoffnungsläufe sowie Halbfinals für das Finale qualifizieren mussten. Die Streckenlänge betrug in allen Läufen der Männer 2000 Meter, in allen Läufen der Frauen 1000 Meter.

### Männer
| Bootsklasse                                  | Gold | Gold    | Silber | Silber  | Bronze | Bronze  |
| -------------------------------------------- | --- | ------- | --- | ------- | --- | ------- |
| Einer (M1x)                                  | Deutsche Demokratische Republik Wolfgang Hönig | 7:20,11 | Vereinigte Staaten James Dietz | 7:23,95 | Sowjetunion Mykola Dowhan | 7:24,74 |
| Leichtgewichts-Einer (LM1x)                  | Vereinigte Staaten William Belden | 7:33,72 | Niederlande Harald Punt | 7:36,80 | Schweiz Reto Wyss | 7:36,96 |
| Doppelzweier (M2x)                           | Deutsche Demokratische Republik Christof Kreuziger Hans-Ulrich Schmied                                                                                        | 6:35,95 | Norwegen Alf John Hansen Frank Hansen | 6:38,34 | Vereinigtes Königreich Christopher Baillieu Michael Hart                                                                                         | 6:43,32 |
| Doppelvierer (M4x)                           | Deutsche Demokratische Republik Joachim Dreifke Götz Draeger Rüdiger Reiche Jürgen Bertow                                                                     | 6:04,01 | Sowjetunion Mustafajew Kochel Juri Jakimow Gennadi Korschikow | 6:05,79 | Tschechoslowakei Filip Koudela Zdeněk Pecka Miroslav Laholík Jaroslav Hellebrand                                                                 | 6:08,12 |
| Zweier ohne Steuermann (M2-)                 | Deutsche Demokratische Republik Bernd Landvoigt Jörg Landvoigt                                                                                                | 6:59,09 | Rumänien Ilie Oanță Dumitru Grumezescu | 7:03,99 | Polen Alfons Ślusarski Zbigniew Ślusarski | 7:04,64 |
| Zweier mit Steuermann (M2+)                  | Sowjetunion Wladimir Jeschinow Nikolai Iwanow Alexander Lukjanow (Stm.)                                                                                       | 7:21,90 | Deutsche Demokratische Republik Wolfgang Gunkel Jörg Lucke Klaus-Dieter Neubert (Stm.)                                                                             | 7:27,86 | Tschechoslowakei Oldřich Svojanovský Pavel Svojanovský Vladimír Petříček (Stm.)                                                                  | 7:29,93 |
| Vierer ohne Steuermann (M4-)                 | Deutsche Demokratische Republik Siegfried Brietzke Andreas Decker Stefan Semmler Wolfgang Mager                                                               | 6:19,20 | Sowjetunion Raul Arnemann Nikolai Kusnezow Sergei Posdejew Anuschawan Gassan-Dschalalow                                                                            | 6:22,83 | BR Deutschland Peter van Roye Klaus Jäger Bernd Truschinski Reinhard Wendemuth                                                                   | 6:27,01 |
| Leichtgewichts-Vierer ohne Steuermann (LM4-) | Australien Campbell Johnstone Andrew Michelmore Geoffrey Rees Colin Smith                                                                                     | 6:38,12 | Niederlande Los Hans Pieterman Jannes Bruyn Hans Lycklama | 6:43,26 | Vereinigte Staaten Andrew Washburn Barry Selick James Ehrmann Peter Huntsman                                                                     | 6:43,48 |
| Vierer mit Steuermann (M4+)                  | Deutsche Demokratische Republik Andreas Schulz Rüdiger Kunze Ullrich Dießner Walter Dießner Wolfgang Groß (Stm.)                                              | 6:26,38 | Sowjetunion Gennadi Moskowski Alexander Pljuschkin Wladimir Wassiljew Anatoli Nemtyrjow Igor Rudakow (Stm.)                                                        | 6:27,34 | BR Deutschland Hans-Johann Färber Ralph Kubail Peter-Michael Kolbe Peter Niehusen Uwe Benter (Stm.)                                              | 6:27,98 |
| Achter (M8+)                                 | Vereinigte Staaten Alan Shealy Hugh Stevenson Richard Cashin Mark Norelius John Everett Michael Vespoli Timothy Mickelson Kenneth Brown David Weinberg (Stm.) | 5:46,37 | Vereinigtes Königreich Frederick Smallbone John Yallop Timothy Crooks Hugh Matheson David Maxwell Jim Clark William Mason Leonard Robertson Patrick Sweeney (Stm.) | 5:47,49 | Neuseeland Tony Hurt Danny Keane Lindsay Wilson Athol Earl Trevor Coker Alexander McLean David Rodger Ross Blomfield David Simmons (Stm.)        | 5:47,84 |
| Leichtgewichts-Achter (LM8+)                 | Vereinigte Staaten Matthew Baldino Joseph Gaynor Ralph Nauman David Harman Eric Aserlind Richard Ewing Mick Feld Richard Grogan John Hartigan (Stm.)          | 6:15,25 | Niederlande Cornelis Bos L. Burghgraef E. van der Snoek W. Mulder B. van Aken G. van der Werff Ch. Hoynck van Papendrecht H. Hommen M. van de Broek (Stm.)         | 6:17,54 | BR Deutschland Uwe Barwig Wolfgang Fritsch Paul Lutz Julius Nick Lutz Kalmbacher Michael Speth Ekkehard Braun Wolfgang Gabler Willi Seyer (Stm.) | 6:17,54 |

### Frauen
| Bootsklasse                        | Gold | Gold    | Silber | Silber  | Bronze | Bronze  |
| ---------------------------------- | --- | ------- | --- | ------- | --- | ------- |
| Einer (W1x)                        | Deutsche Demokratische Republik Christine Scheiblich | 3:46,52 | Sowjetunion Genovaitė Ramoškienė | 3:52,38 | Belgien Christine Wasterlain | 3:53,08 |
| Doppelzweier (W2x)                 | Sowjetunion Jelena Antonowa Galina Jermolajewa | 3:24,00 | BR Deutschland Astrid Hohl Regine Adam | 3:26,43 | Deutsche Demokratische Republik Gisela Medefindt Rita Schmidt                                                                                | 3:28,78 |
| Doppelvierer mit Steuerfrau (W4x+) | Deutsche Demokratische Republik Roswietha Reichel Ursula Wagner Jutta Lau Sybille Tietze Liane Buhr (Stf.)                                                                    | 3:19,81 | Rumänien Ioana Tudoran Elisabeta Lazăr Doina Bardas Teodora Boicu Elena Giurcă (Stf.)                                                                      | 3:21,92 | Sowjetunion Nadeschda Schtscherbak Natalja Gorodilowa Walentina Iwtschenkowa Antonina Marischkina Irina Moisejenko (Stf.)                    | 3:22,64 |
| Zweier ohne Steuerfrau (W2-)       | Rumänien Marilena Ghita Cornelia Neacșu | 3:43,12 | Deutsche Demokratische Republik Renate Bänsch Bergit Heinze                                                                                                | 3:45,18 | Sowjetunion Janina Tschigowskaja Ruta Weinzerga                                                                                              | 3:45,43 |
| Vierer mit Steuerfrau (W4+)        | Deutsche Demokratische Republik Rosel Nitsche Angelika Noack Renate Schlenzig Sabine Dähne Christa Karnath (Stf.)                                                             | 3:28,99 | Niederlande Liesbeth de Bruin Ingrid Munneke-Dusseldorp Maria Steenman Louise de Graaff M. Kraayenhof (Stf.)                                               | 3:31,19 | Rumänien Marlene Predescu Kabat Avram Chertic Aneta Matei (Stf.)                                                                             | 3:32,71 |
| Achter (W8+)                       | Deutsche Demokratische Republik Henrietta Dobler Helma Lehmann Ilona Richter Bianka Schwede Brigitte Ahrenholz Irina Müller Gunhild Blanke Doris Mosig Sabine Brincker (Stf.) | 3:04,82 | Sowjetunion Nina Bistrowa Walentina Rubzowa Nina Abramowa Sofia Schurkalowa Walentina Jermakowa Sergejewa Wera Alexejewa Nina Filatowa Nina Frolowa (Stf.) | 3:05,05 | Rumänien Elena Oprea Florica Petcu Georgeta Militaru-Mașca Cristel Wiener Aurelia Marinescu Luliana Balaban Avram Chertic Aneta Matei (Stf.) | 3:08,31 |

## Medaillenspiegel
| Platz | Land                            | Gold | Silber | Bronze | Gesamt |
| ----- | ------------------------------- | ---- | ------ | ------ | ------ |
| 01    | Deutsche Demokratische Republik | 10   | 2      | 1      | 13     |
| 02    | Vereinigte Staaten              | 3    | 1      | 1      | 5      |
| 03    | Sowjetunion                     | 2    | 5      | 3      | 10     |
| 04    | Rumänien                        | 1    | 2      | 2      | 5      |
| 05    | Australien                      | 1    |        |        | 1      |
| 06    | Niederlande                     |      | 4      |        | 4      |
| 07    | BR Deutschland                  |      | 1      | 3      | 4      |
| 08    | Vereinigtes Königreich          |      | 1      | 1      | 2      |
| 09    | Norwegen                        |      | 1      |        | 1      |
| 10    | Tschechoslowakei                |      |        | 2      | 2      |
| 11    | Belgien                         |      |        | 1      | 1      |
| 11    | Neuseeland                      |      |        | 1      | 1      |
| 11    | Polen                           |      |        | 1      | 1      |
| 11    | Schweiz                         |      |        | 1      | 1      |
| Summe | Summe                           | 17   | 17     | 17     | 51     |